# Fajr Sepasi
Fajre Sepasi (persiska: فجر سپاسى) är en fotbollsklubb i Shiraz i Iran. Klubben bildades 1988. Nästan hela klubben består av friska unga spelare. IPL 2005 slutade Fajre Speasi på 10 plats.

## Historia
1988 började ett par unga spelare och Jafar Jafari (tränaren) skapa ett lag som vars namn var Behzad. De började att spela i 2 divisionen i Shiraz. Sen när Majid Sepasi dog i Iran–Irak-kriget så döpte de om laget till Fajr Shahid Sepasi. När de då vann Hafiz Cup 2001 så skickades laget upp till IPL